# Färbermuseum Gutau
Das Färbermuseum Gutau in Oberösterreich ist der regionalen Kultur- und Wirtschaftsgeschichte der Färberei gewidmet.
Dazu zählt insbesondere der Mühlviertler Handblaudruck, der als immaterielles Kulturerbe anerkannt ist. Das Museumsgebäude ist das denkmalgeschützte ehemalige Färberhaus in der Marktgemeinde Gutau und stammt aus dem 18. Jahrhundert. Ab 1868 arbeiteten hier Angehörige der Färberfamilie Zötl, bis die letzte Meisterin den Betrieb 1968 schloss. Das von einem Verein betriebene Färbermuseum wurde 1982 eröffnet. Zur ausgestellten historischen Sammlung zählen Geräte, Werkzeuge, Rohmaterialien, Textilprodukte und Dokumente.

## Lage und Architektur
Das ehemalige Färberhaus, in dem das Museum untergebracht ist, steht in der St. Leonharder Straße Nr. 3 im Ortszentrum von Gutau. Sein östliches Nachbargebäude ist das ehemalige Baderhaus, das urkundlich erstmals vor 1686 erwähnt wurde. Dort war von 1735 bis 1819 eine zweite Färberhofstatt eingerichtet. Auf der gegenüberliegenden Straßenseite steht das Kulturzentrum Alte Schule mit der Zeugfärberei, einer Experimentalwerkstatt für Färben und Drucken, in der Blaudruck-Kurse besucht werden können.
Das Museumsgebäude ist zweiteilig und wird von einem einheitlichen Schopfwalmdach abgeschlossen. Direkt darunter verläuft an der Außenseite der hölzerne „Gewandgang“, über den der Trockenboden belüftet wurde. Die barocke Fassade weist eine Putzgliederung auf. Im Obergeschoß sind zum Teil Fensterkörbe angebracht. Über dem Eingangsportal findet sich eine barocke Pietà. Eine Gedenktafel an der Südfassade erinnert an den Möbelfabrikanten Josef Fekete und den Lehrer Alfred Arbeithuber, den Textautor und Komponisten des Gutauer Liedes aus dem Jahr 1953.
In der ebenerdigen Stube des Färberhauses gibt es eine Holzdecke mit einem Rüstbaum, der mit der Jahreszahl 1709 markiert ist; der ehemalige Wirtschaftsbereich hat eine Stichkappentonne. Der Vorraum und die Küche werden von einer Stichkappentonne und einem Tonnengewölbe abgeschlossen. Es sind mehrere barocke Füllungstüren mit schmiedeeisernen Beschlägen erhalten.

## Geschichte

### Frühe Bau- und Nutzungsgeschichte
Die Grundmauern des Gebäudes entstanden im 14. Jahrhundert. In seiner heutigen Form ist das Haus im Wesentlichen ein historisch gewachsener Bau aus der Mitte des 18. Jahrhunderts. Er gehörte früher zum alten Gutauer Pfarrhof, der als ursprünglicher Sitz der Rodungsherren eine eigene kleine Herrschaft bildete und 1960 samt Wirtschaftsgebäude abgebrochen und neu erbaut wurde. Das Färberhaus wurde unter dieser Bezeichnung im Grundbuch der Jahre 1790 bis 1793 erwähnt, wo auch vermerkt war, dass es sich seit 1742 im Besitz von Tobias Haslinger befand. Mit dem Haus verbunden waren die Färber-Gerechtigkeit und das Recht, mit verschiedenen Arten von Zwirn zu handeln. Das Färberhandwerk wurde seit dem 17. Jahrhundert im Mühlviertel praktiziert. Zum Erfolg des Gewerbes trugen der Anbau von Flachs und als Folge dessen der Betrieb zahlreicher Leinenwebereien bei, wofür in dieser Gegend ideale natürliche Voraussetzungen gegeben waren. Die Rohmaterial-Färbung wanderte allmählich von den handwerklichen Betrieben zur Linzer Wollzeugfabrik ab, andere Färbevorgänge wurden aber nach wie vor in den bürgerlichen Werkstätten durchgeführt.

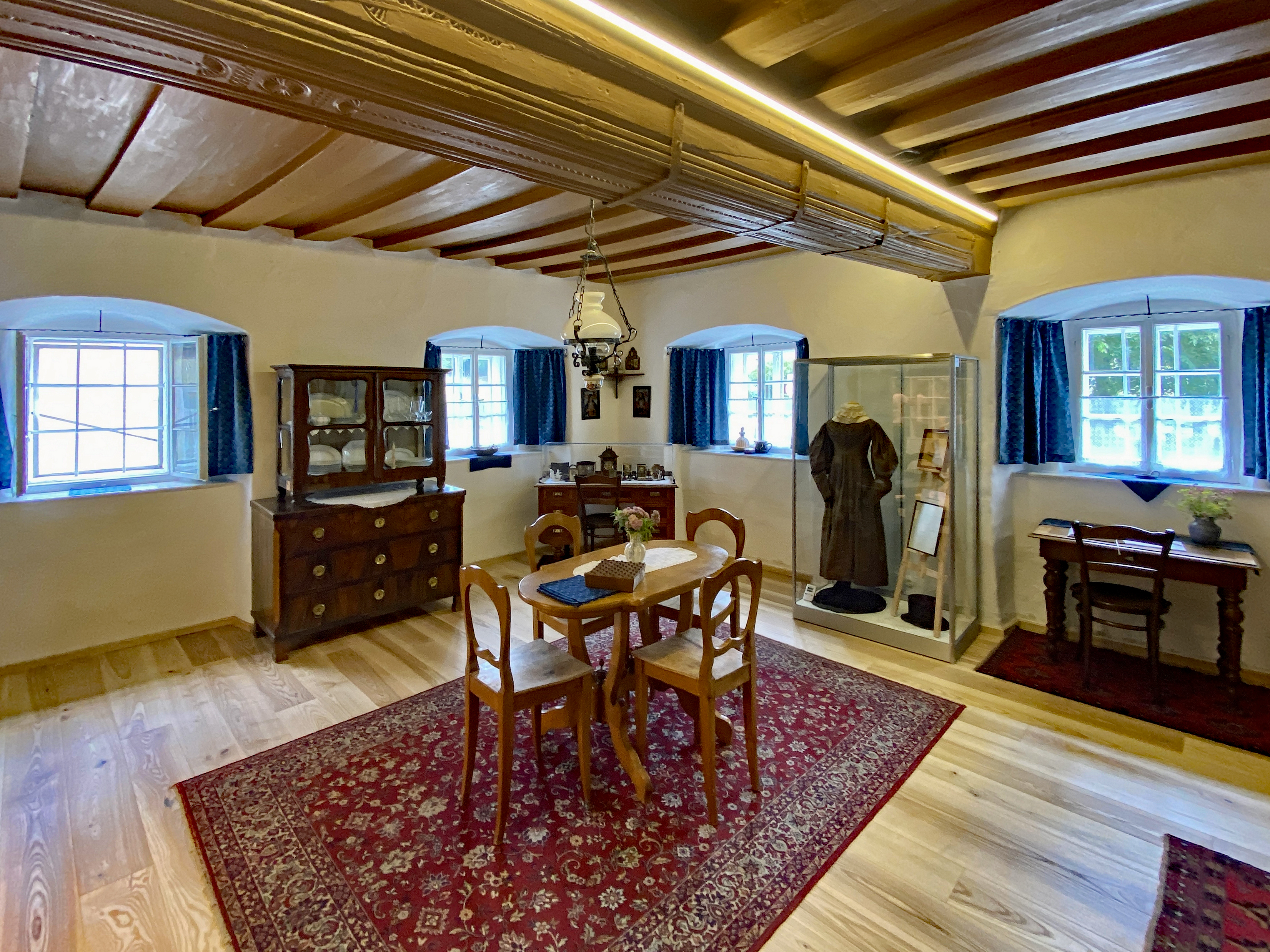
Das Zötl-Zimmer im Museum erinnert an die ehemaligen Besitzer

Der 1836 geborene Josef Zötl erwarb das Färberhaus in Gutau im Jahr 1868 und ließ sich dort als Färbermeister nieder. Für den Kauf musste er einen Kredit aufnehmen, dessen Rückzahlung ihn jahrelang Einschränkungen bei der Lebensführung unterwarf. Zötl stammte aus einer Färberfamilie aus Freistadt. Der Maler Aloys Zötl war sein Onkel, der Jurist und Heimatforscher Hans Zötl sein jüngerer Bruder. Während des 19. Jahrhunderts etablierte sich im Mühlviertel im Speziellen die Technik des Blaudrucks mit dem aus Indien eingeführten Farbstoff Indigo.

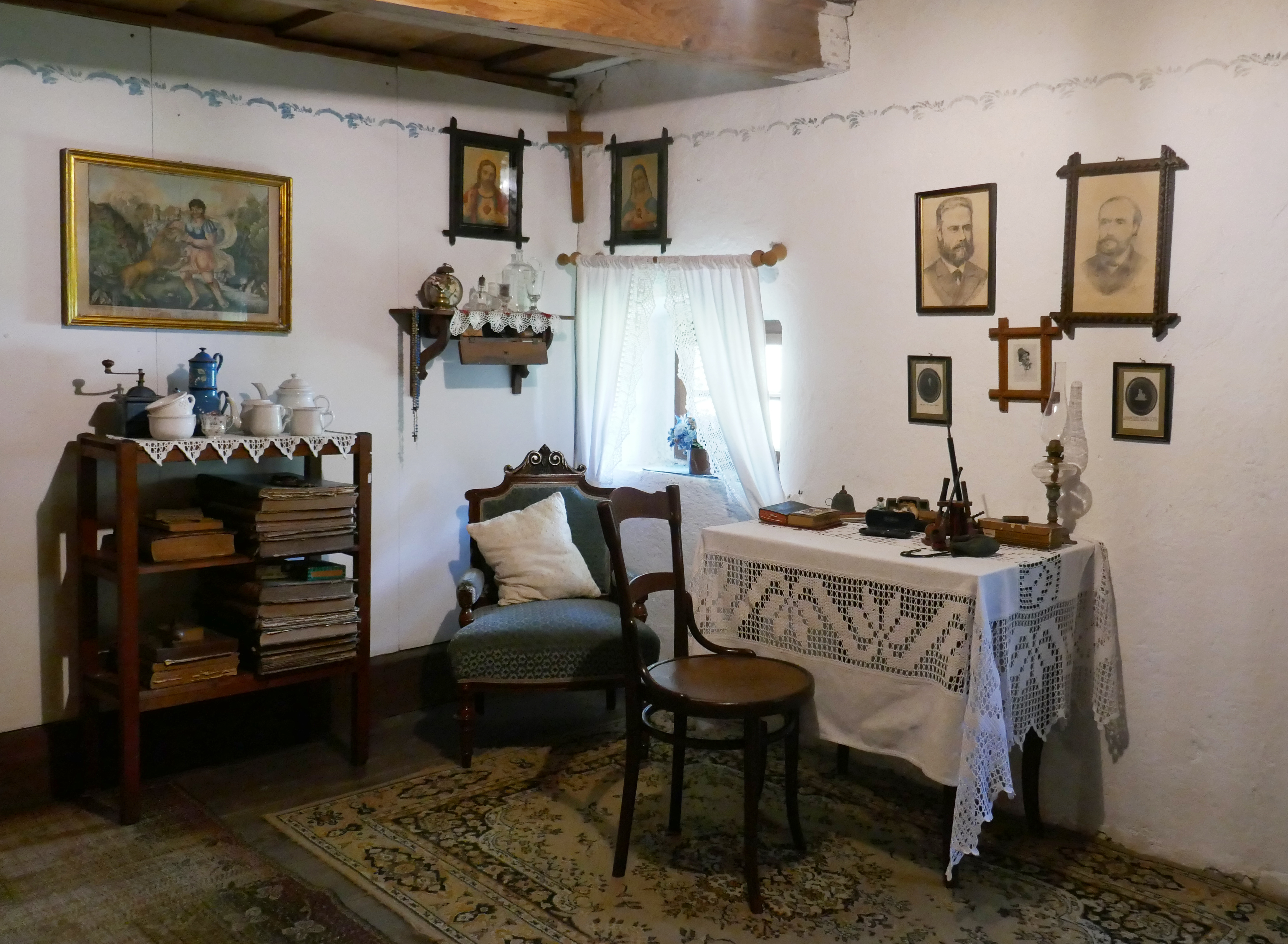
Rekonstruiertes Meisterzimmer im Färbermuseum Gutau

Josef Zötl starb 1925. Sein ältester Sohn Emil hatte das Färberhandwerk gelernt, das er noch zu Lebzeiten des Vaters aufgab. Er verließ Gutau. Die Färberei Zötl hatte  die industrielle Revolution überstanden, die das Ende für die einst 21 Webereien des Mühlviertels bedeutet hatte. Im 1930 erschienenen Heimatbuch Gutau einst und jetzt wird das Haus als eines der wenigen Bau- und Kunstdenkmäler in der Gemeinde bezeichnet und auf den Niedergang der Färberei angespielt: „Das Färberhaus erinnert an einst blühendes Handwerk. Seine Bauart gemahnt uns an vergangene Zeiten und Wohlstand im Bürgerhause.“
Josef Zötls Tochter Klothilde legte die Meisterprüfung im Blaufärben ab und konnte damit den Betrieb anstelle ihres Bruders Emil übernehmen. Nach ihr wurde ihre Tochter Margarete Krennbauer zur letzten Meisterin der Färberei Zötl. Sie schloss den Betrieb im Jahr 1968.

### Umgestaltung zum Museum
Margarete Krennbauer, die Eigentümerin des Färberhauses, hatte 1973 die Idee zur Umgestaltung des Gebäudes in ein Museum. Sie übertrug den Besitz Walter Pöll, dem Sohn ihres Cousins, der sich weiter um die Verwirklichung ihrer Idee bemühte. Bei einem Gespräch von Vertretern der Marktgemeinde Gutau, des Landes Oberösterreich, des Oberösterreichischen Heimatwerks und des Bundesdenkmalamts wurde 1974 die Gründung eines Vereins zur Förderung eines Färbermuseums angeregt. Erste Vorarbeiten begannen im darauffolgenden Jahr. Das Färberhaus wurde 1976 unter Denkmalschutz gestellt (Listeneintrag).
Die Oberösterreichische Landesbaudirektion erstellte den Basisplan für die bauliche Umgestaltung, die von Ende 1979 bis Mitte 1981 mit einer Förderung des Landes Oberösterreich durchgeführt wurde. Anschließend wurde das museale Konzept erarbeitet, für das Gunter Dimt vom Oberösterreichischen Landesmuseum verantwortlich war. Dimt legte besonderen Wert auf ein „lebendiges Denkmal“ des Färberhandwerks und betonte deshalb die Rückbesinnung auf die ursprüngliche Funktion des Hauses und seiner einzelnen Räume. Die Gestaltung war von umfangreichen Studien im Oberösterreichischen Landesarchiv zur Zunftgeschichte der Färber und insbesondere zur Färberfamilie Zötl begleitet.
Die Verwirklichung des Färbermuseums Gutau fiel in eine Zeit, als sich in der oberösterreichischen Museumslandschaft bereits verschiedene Spezialisierungen auf Teilbereiche der Volkskunde fanden. Neben einigen anderen Institutionen zählten dazu das Webereimuseum Haslach, das 
Schifffahrtsmuseum Grein, das Eisenmuseum Steyr und das Sensenschmiedemuseum Micheldorf.

### Seit der Museumseröffnung 1982
Das Färbermuseum Gutau wurde am 28. August 1982 von Landeshauptmann Josef Ratzenböck eröffnet. Die regulären Öffnungszeiten waren von Beginn an auf die Sommersaison von Mai bis Oktober beschränkt. Als Kustodin betreute ab den 1980er Jahren Eleonore Wurm das Museum. Im Jahr 1984 wurden etwa 3500 Besucher erfasst. Die Restaurierung der Pietà über dem Hauptportal wurde im selben Jahr, die Einrichtung des Gesellenkammerls 1986 abgeschlossen. Das Museum schloss sich der Mühlviertler Museumsstraße an, einer 1988 gegründeten Plattform von Gemeinden, Tourismusverbänden und 35 Einzelmuseen aus der Region zu Marketing-, Werbe- und Kommunikationszwecken. Obmann des Vereins Mühlviertler Museumsstraße ist seit 2019 Alfred Atteneder, der Obmann des Färbermuseums Gutau.

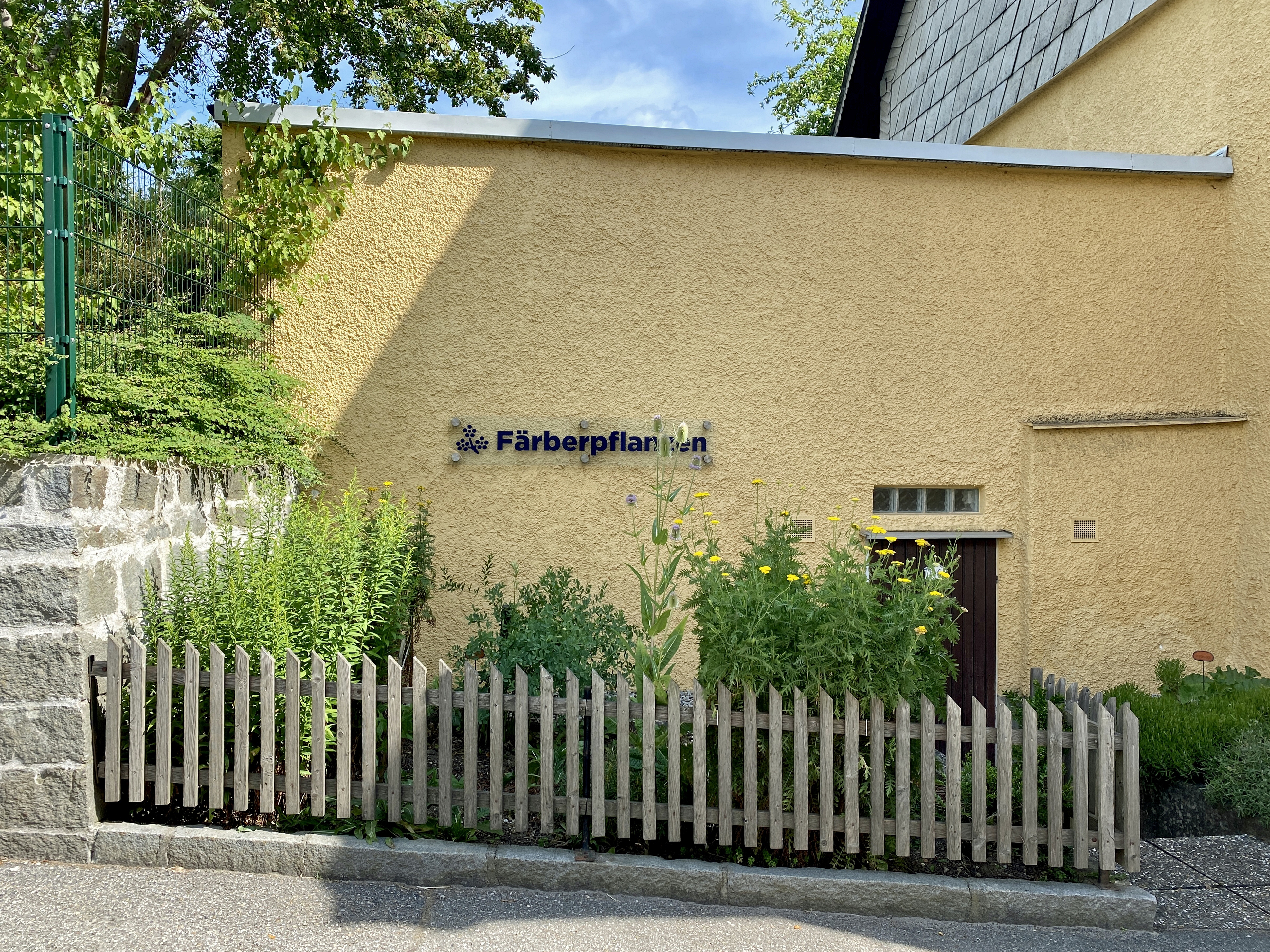
Färberpflanzen-Garten beim Museum

Zum zehnjährigen Bestehen 1992 zählte der Gutauer Museumsverein 143 Mitglieder. Die aus Anlass der Jubiläums gezeigte Sonderausstellung trug den Titel Kostbares aus Großelterns Zeiten. Das Museum kultivierte nunmehr auch mehrere Farbstoffpflanzen zu Versuchs- und Demonstrationszwecken: Färber-Ginster (Genista tinctoria), Färber-Waid (Isatis tinctoria), Färber-Wau (Reseda luteola) und Färber-Krapp (Rubia tinctorum). In dem Sinne ein Freilichtmuseum, als es ein am Originalstandort einschließlich Ausstattung erhaltenes Baudenkmal ist, wurde das Färbermuseum Gutau Mitglied des Verbands der oberösterreichischen Freilichtmuseen und beteiligte sich am vom Verband im September 1992 ausgerichteten ersten Tag der oberösterreichischen Freilichtmuseen. Als Obmann des Gutauer Museumsvereins wirkte ab 1996 Josef Burgstaller.
Am 7. Mai 2000 fand erstmals der Färbermarkt in Gutau statt, der seitdem in der Regel alljährlich am ersten Sonntag im Mai veranstaltet und von jeweils mehreren 1000 Menschen besucht wird. Der Schwerpunkt liegt auf Blaudruck-Produkten wie Gewand, Taschen und Polstern. Von Beginn an beteiligt waren die Blaudruckerei Wagner aus Oberösterreich und die Blaudruckerei Koó aus dem Burgenland. Auch Aussteller von außerhalb Österreichs nehmen teil. Zum Rahmenprogramm gehören Volkstanz- und Musikdarbietungen.
Alfred Atteneder folgte 2010 auf Josef Burgstaller als Obmann des Museumsvereins. Das Färbermuseum Gutau wurde 2012 mit dem Oberösterreichischen Volkskulturpreis ausgezeichnet. Im darauffolgenden Jahr wurden unter Einbeziehung des Bundesdenkmalamtes Renovierungsarbeiten an der Fassade und den Fenstern durchgeführt sowie die Museumspräsentation verbessert. Die Gesamtkosten beliefen sich auf mehr als 50.000 Euro und wurden überwiegend vom Museumsverein getragen. Hinzu kamen Förderungen des Landes Oberösterreich, des Bundesdenkmalamtes und der Marktgemeinde Gutau. Die von Janina Wegscheider, Martin Lasinger und Maria Steiner betriebene Zeugfärberei im Kulturzentrum Alte Schule gegenüber des Museums wurde 2014 eröffnet.
Die Österreichische UNESCO-Kommission nahm den Mühlviertler Handblaudruck 2015 in die Liste des immateriellen Kulturerbes in Österreich auf. Den Antrag dazu hatten 2014 Maria Wagner und Karl Wagner von der Blaudruckerei Wagner in Bad Leonfelden gestellt. Das Färbermuseum Gutau war als ständiger Kooperationspartner der Blaudruckerei Wagner in die Bewerbung eingebunden. Der Blaudruck als in Österreich, Deutschland, der Slowakei, Tschechien und Ungarn praktiziertes traditionelles Handwerk fand 2018 auch Eingang in die Repräsentative Liste des immateriellen Kulturerbes der Menschheit.
Die Marktgemeinde Gutau kaufte das Museumsgebäude des Färberhauses Anfang 2021 aus Privatbesitz. Während der COVID-19-Pandemie in Österreich, als das Museum geschlossen blieb, wurden überwiegend aus Mitteln der EU-Förderprogramms Interreg die Räumlichkeiten im Erdgeschoß barrierefrei zugänglich gemacht und eine Fußbodenheizung installiert. Im Oktober 2021 wurde der Themenwanderweg Von den Färber*innen zu den Rittern eröffnet, ein 17,9 Kilometer langer Rundweg, der das Färbermuseum Gutau mit dem Burgenmuseum Reichenstein in Tragwein verbindet.

## Sammlung
Im Museum ist eine historische Färbereinrichtung zu sehen, wobei Teile davon aus der ehemaligen Färberei in der Hintergasse 5 in Schenkenfelden stammen. Die Kupferkessel bei einem Innenraum-Ziehbrunnen dienten dem heißen Färben von Wolle und verschiedenen Stoffen. Der Blaudruck hingegen ist ein Kaltfärbeverfahren. Dafür wurde die große ausgestellte Küpe gebraucht, ein in die Erde versenkter Holzbottich, in den der gelöste Indigofarbstoff gefüllt wurde. Das markanteste Museumsstück ist eine funktionsfähige Mangel, 6,4 Meter lang und zwölf Tonnen schwer. Sie gab dem gefärbten Leinen durch ständiges Rollen Glanz und Geschmeidigkeit.
In der Farbkammer werden große Plutzer, in denen Säuren gelagert wurden, und ein Ladenkasten für die Aufbewahrung von Indigo und anderen Stoffen präsentiert. Außerdem wurden viele Blaudruck-Model mit Messingstiften und -stegen in die Museumssammlung aufgenommen. Die meisten davon sind aus Birnenholz geschnitzt.
Das Zötl-Zimmer ist der Färberfamilie Zötl und der Entstehung der oberösterreichischen Landeshymne Hoamatgsang gewidmet. Zu den ausgestellten historischen Dokumenten zählt das Wanderbuch Josef Zötls. Ebenfalls ins Museum übernommen wurden die 1166 Bände der Zötl-Bibliothek, bei der es sich ursprünglich um eine Leihbibliothek in Freistadt gehandelt hatte und die überwiegend Trivialliteratur aus dem Biedermeier umfasst.

Ausgewählte Exponate im Färbermuseum Gutau
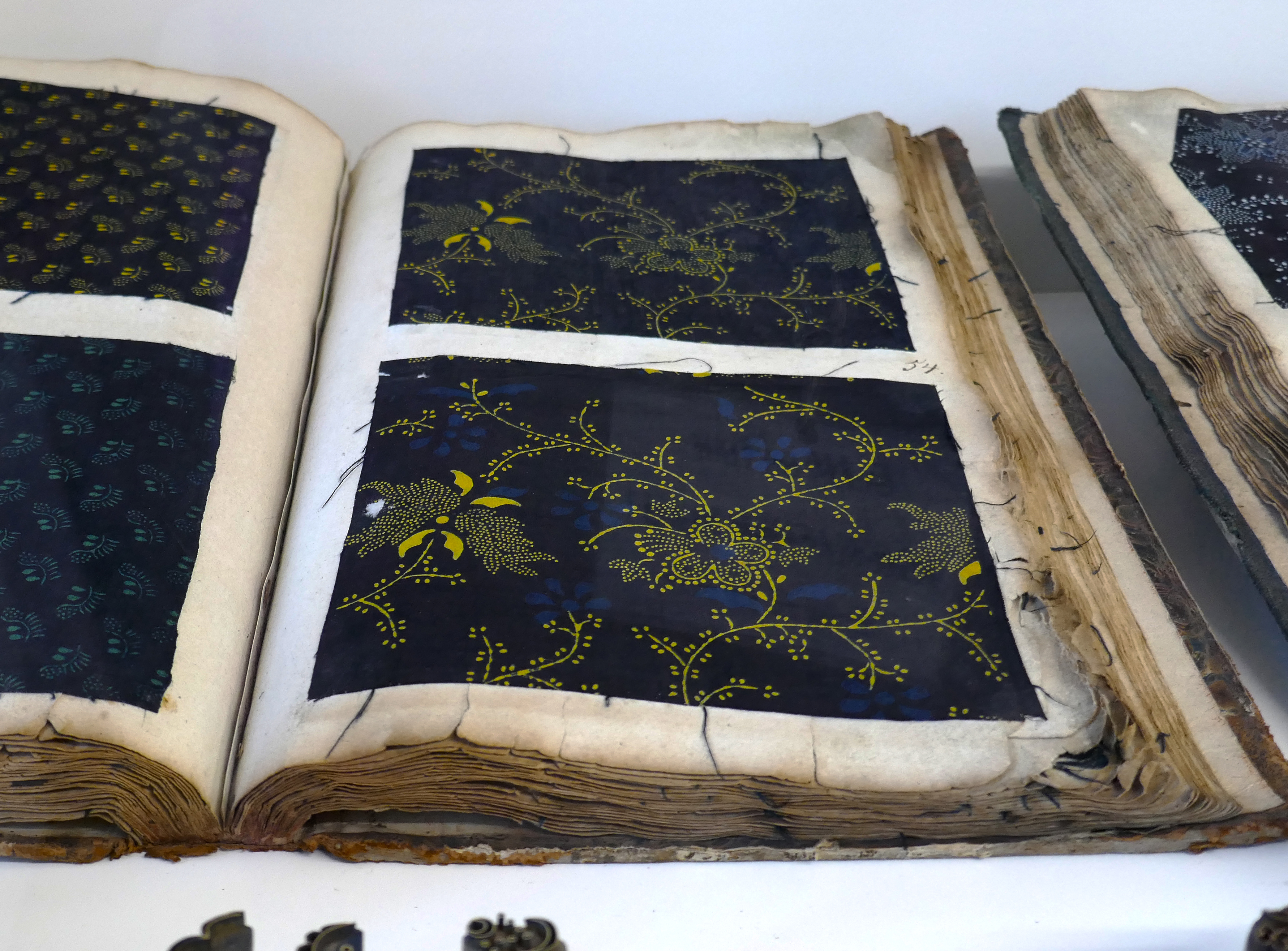
Musterbuch
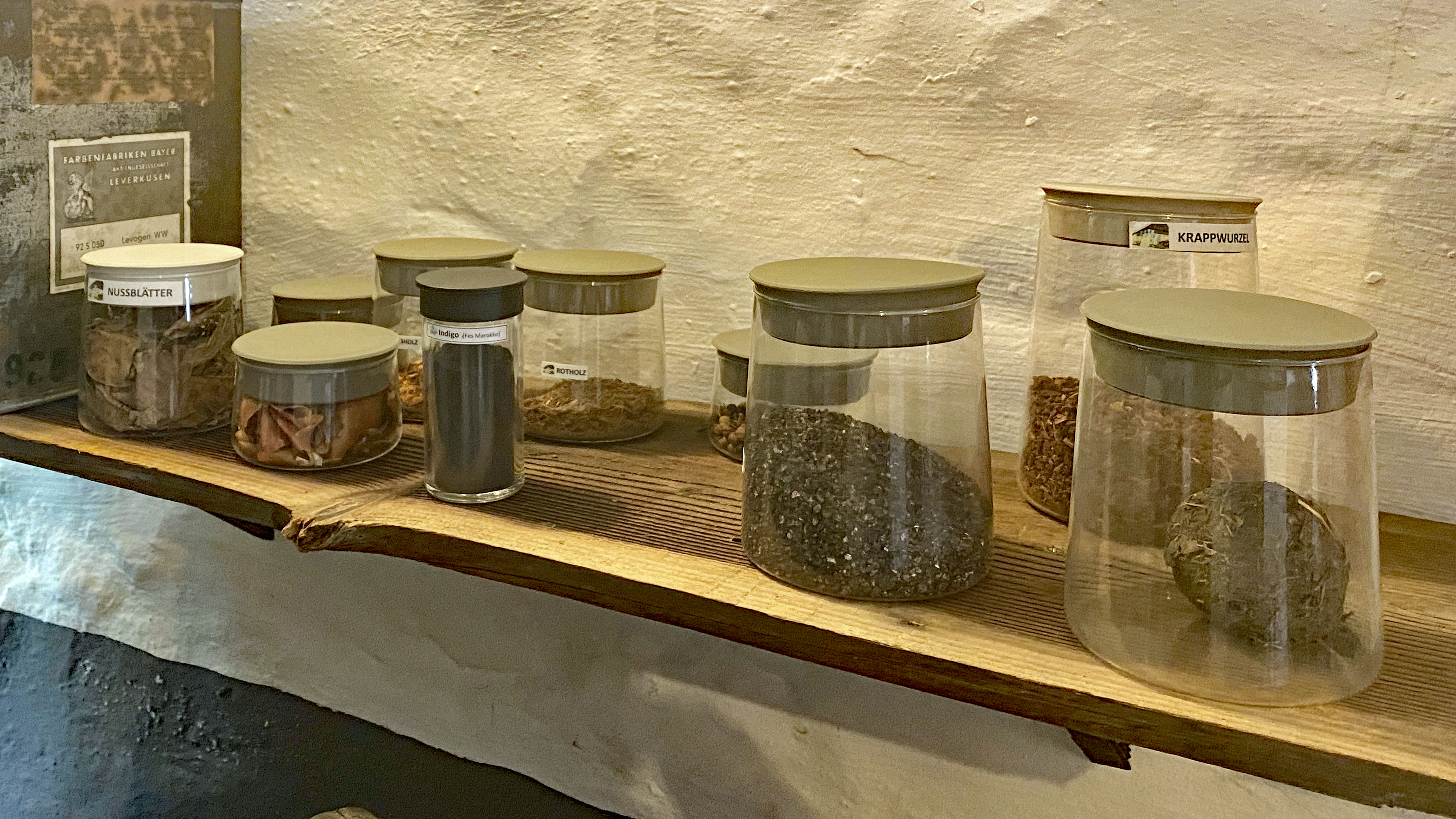
Farbstoffe in Gläsern
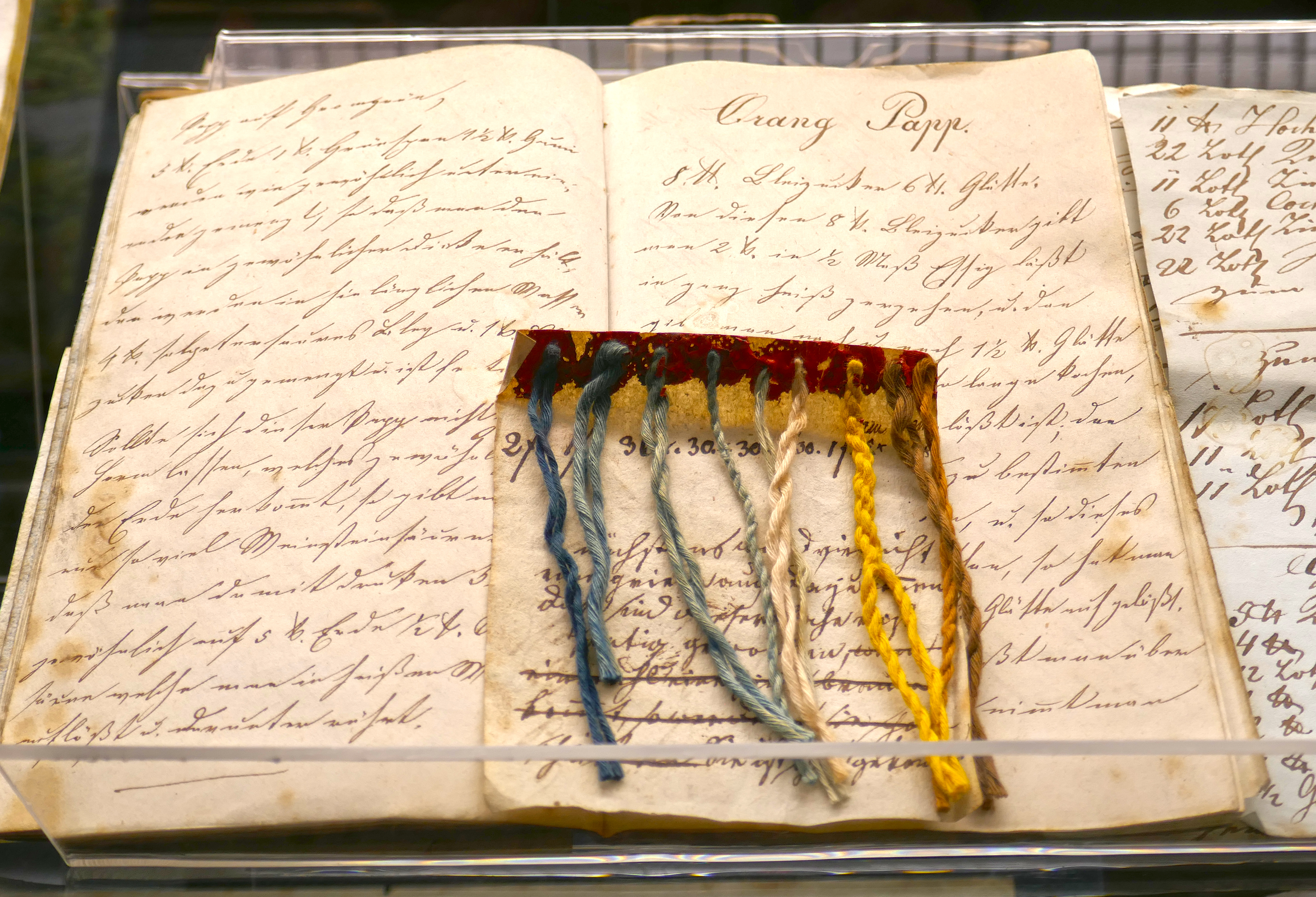
Farbproben
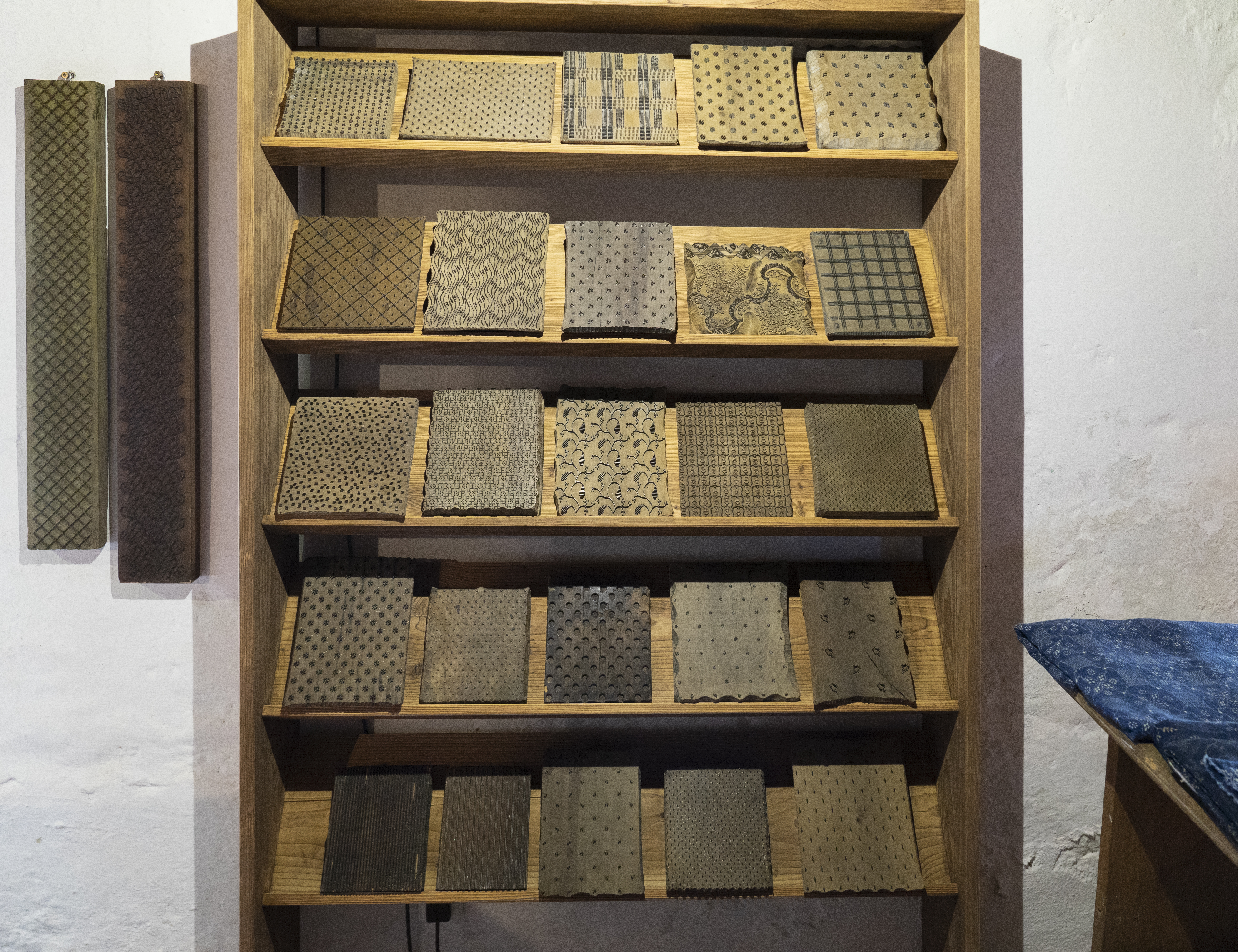
Regal mit Modeln
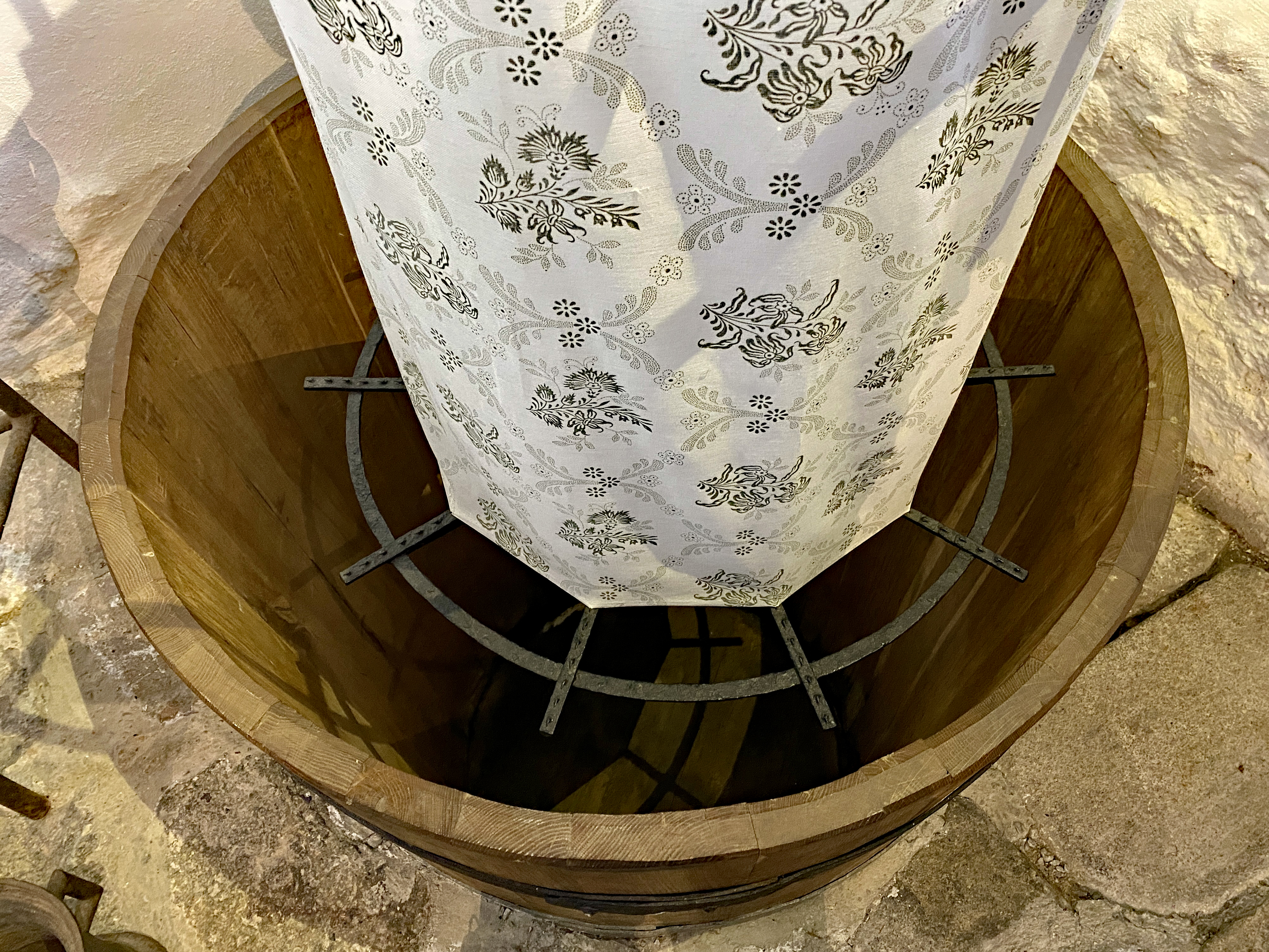
Küpe mit Stoff
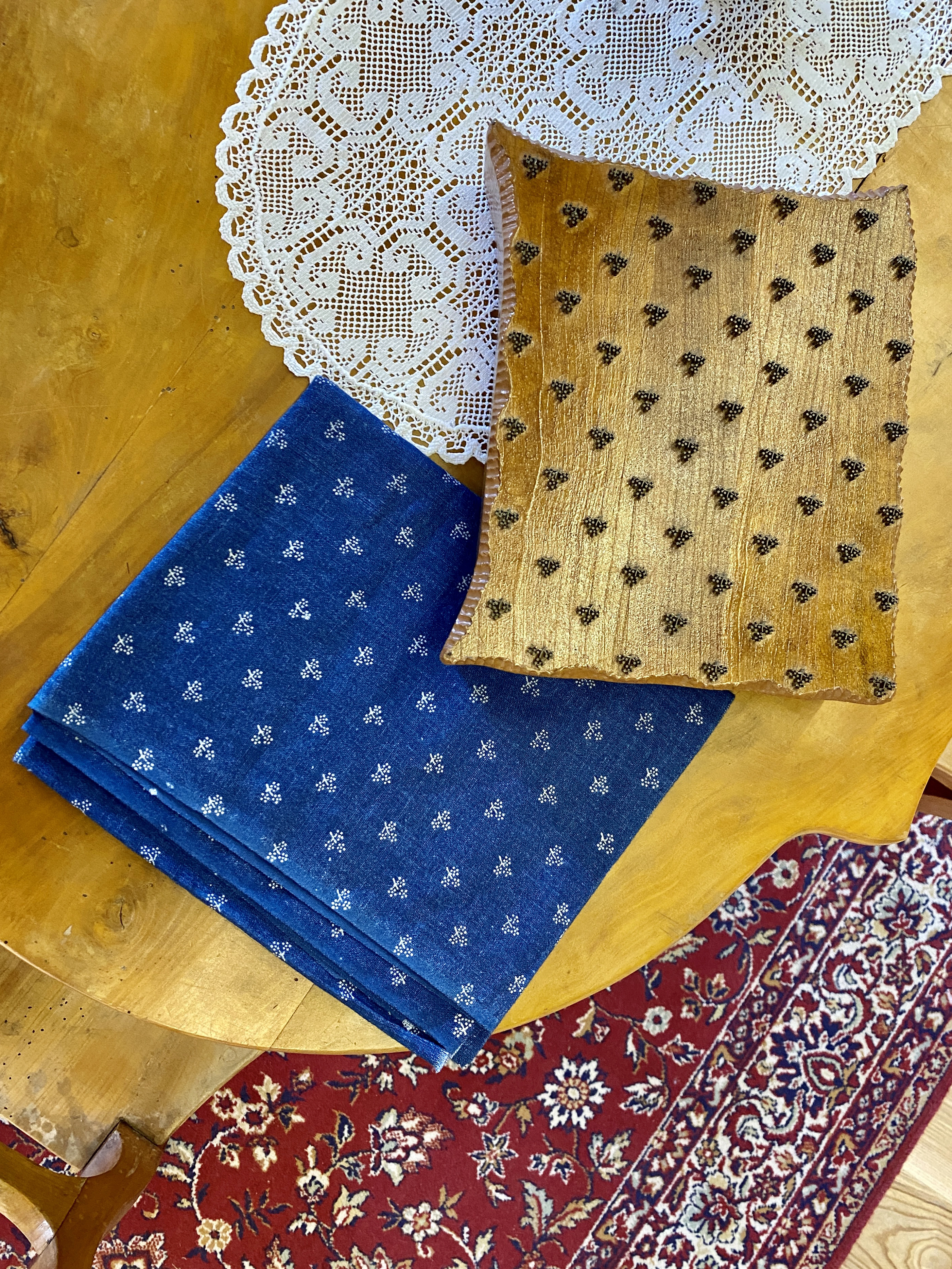
Model und Ergebnis
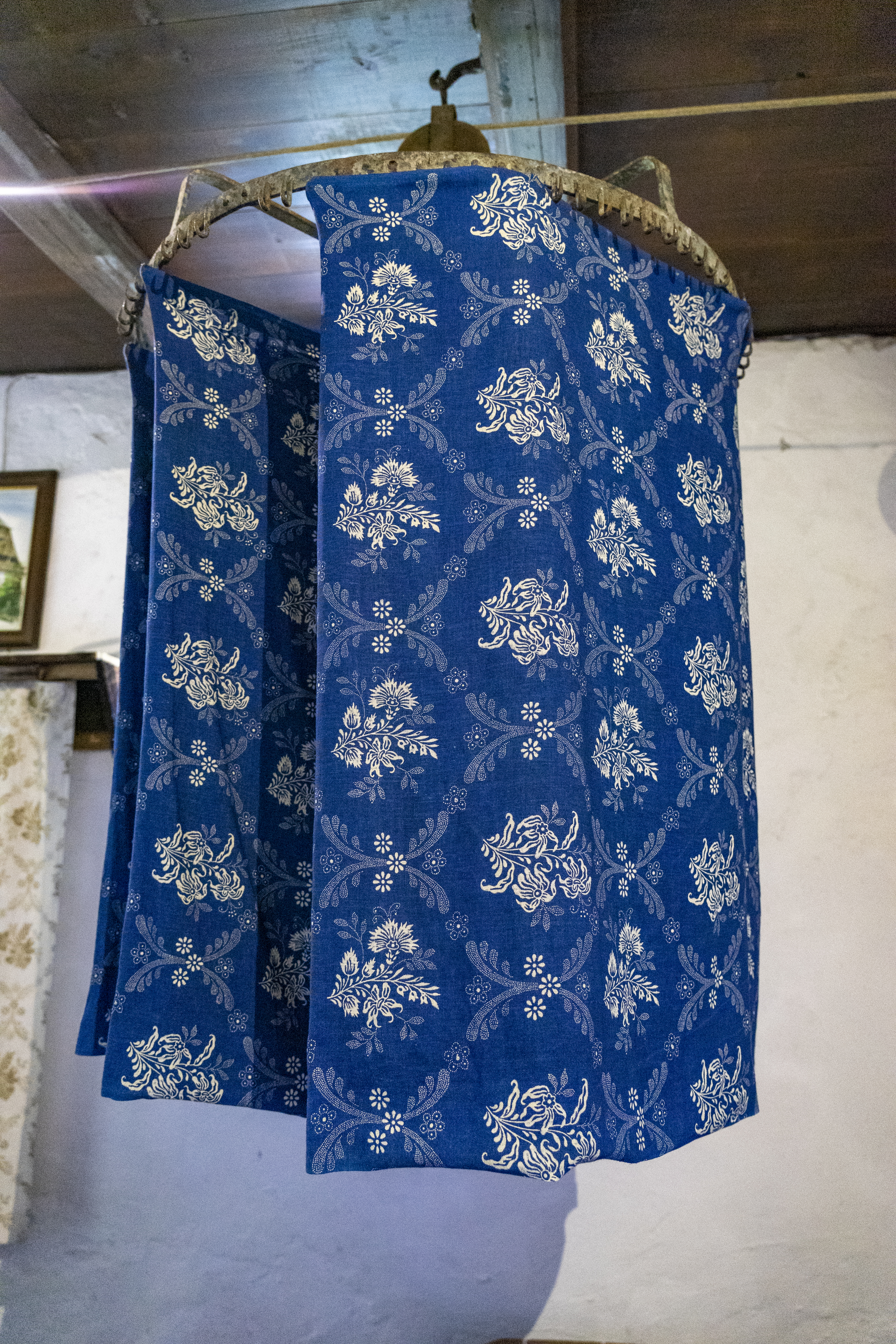
Stoffe an Ringreifen